# Guérisons de Lourdes

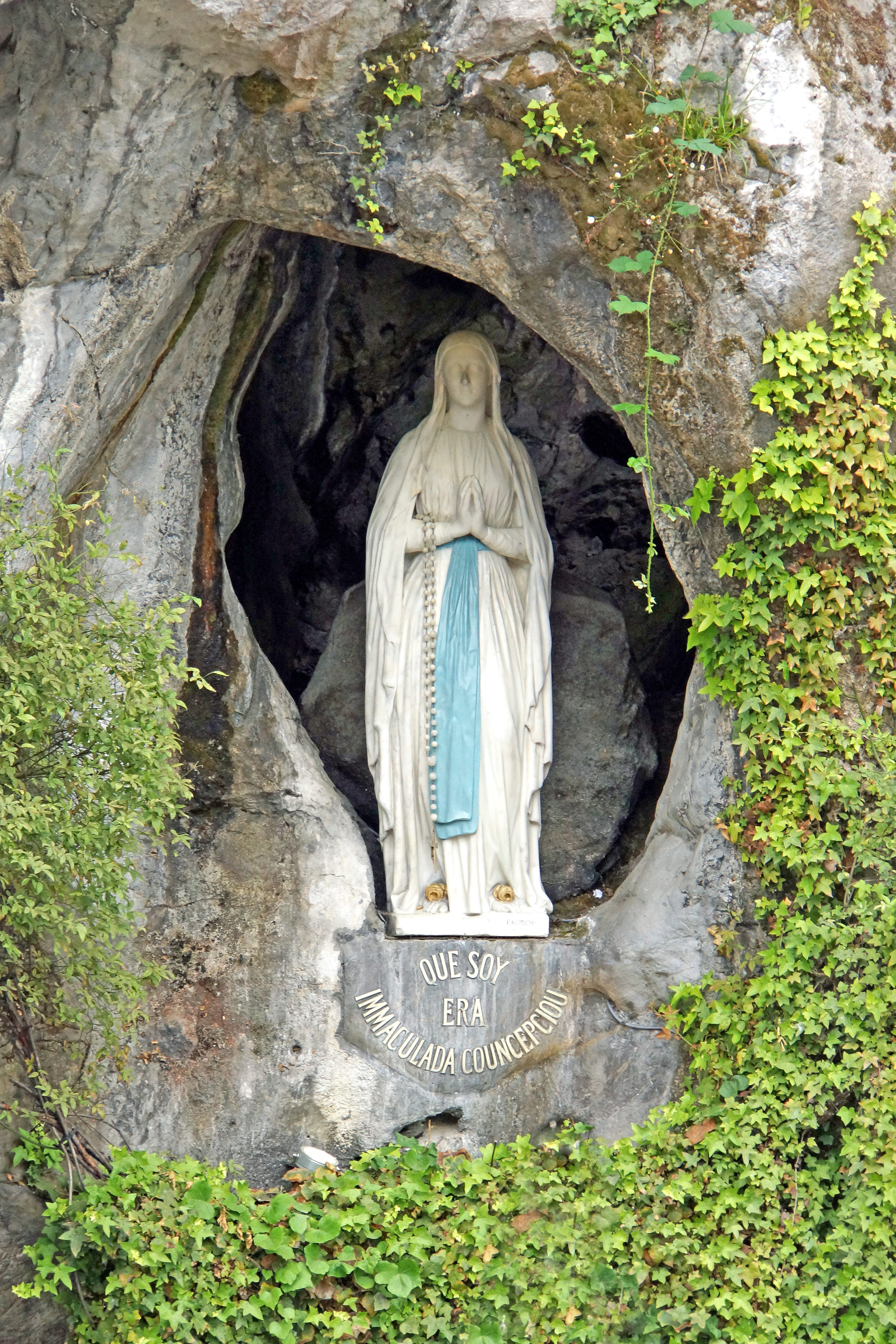
La statue de la Vierge Marie à Lourdes.

Les guérisons de Lourdes qui sont considérées comme miraculeuses par l'Église catholique, depuis les premières en 1858 jusqu'à 2025, sont au nombre de 72 reconnues et une guérison déclarée remarquable mais non miraculeuse sur près de 7300 guérisons enregistrées au Bureau médical. Avec une moyenne de 50 000 visiteurs malades chaque année, cela correspond à un taux de guérisons officiellement miraculeuses de 0,001%. Pour qu'une guérison soit reconnue comme miraculeuse par l'Église catholique, il faut qu'un groupe de médecins la déclare complète, durable et « inexplicable dans l'état actuel des connaissances médicales », puis qu'un évêque la déclare miraculeuse. Ces miracles sont attribués à la Vierge Marie, et ont contribué à faire des sanctuaires de Notre-Dame de Lourdes un important centre de pèlerinage.

## Procédure

### Constatations, dépôt des dossiers et authentification
En 1884, l'Église catholique a mis en place une structure (le bureau des Constatations médicales) pour examiner les déclarations de guérison et, parfois, authentifier les miracles. Le processus d'authentification passe par trois grandes étapes : examen par le bureau médical de Lourdes (ancien bureau des Constatations), transfert au bureau médical international (comité médical international de Lourdes fondé en 1925), investigation par le diocèse d'origine de la personne guérie.
Le diocèse d'origine de la personne guérie statue sur l'état de miracle, par l'intermédiaire de la commission diocésaine. Le sens à donner à la guérison est alors le guide principal de l'évêque concerné (il doit s'agir d'un « signe de Dieu » et non d'une simple guérison). Cette procédure d'examen peut amener l'évêque à lancer une enquête sur les mœurs et la spiritualité de la personne guérie. Les dossiers des personnes n'ayant pas « le bon profil » sont rejetés, à l'instar de celui d'une musulmane guérie de la maladie de Crohn, et convertie au catholicisme. Le motif était « d’abord de ne pas lui nuire, sa conversion n’étant pas forcément facile à assumer vis-à-vis de son entourage. ».
En date du 11 février 2020, sur plus de 7 300 cas de guérison enregistrés à Lourdes depuis 1883, dont environ 200 ont été reconnus inexplicables selon les connaissances médicales de l'époque par le bureau des constatations, 70 guérisons ont reçu le statut de « guérison miraculeuse » après un processus qui s'étale sur plusieurs années, soit un peu moins de 1 %.

### Examen critique
Seules les deux premières étapes ont un caractère véritablement scientifique (la dernière étape est essentiellement de nature religieuse) et mènent à une éventuelle déclaration du bureau sur le caractère non explicable scientifiquement au moment de la guérison. À cette étape, les médecins invités à s'exprimer (et l'avis ainsi formé) ne se limitent pas aux seuls médecins catholiques. Tout médecin présent peut tenter de proposer une explication naturelle à la guérison. Les critères de base examinés par le bureau médical sont les suivants :
- la maladie doit avoir été elle-même authentifiée et le diagnostic confirmé préalablement à la supposée guérison ;
- le pronostic doit être totalement clair pour les médecins (y compris quand il s'agit de lésions à caractère permanent ou d'un pronostic de décès) ;
- la guérison doit être complète, immédiate, sans convalescence, définitive et sans rechute ;
- aucun des traitements ne peut être considéré comme la cause de la guérison, ni y avoir contribué.

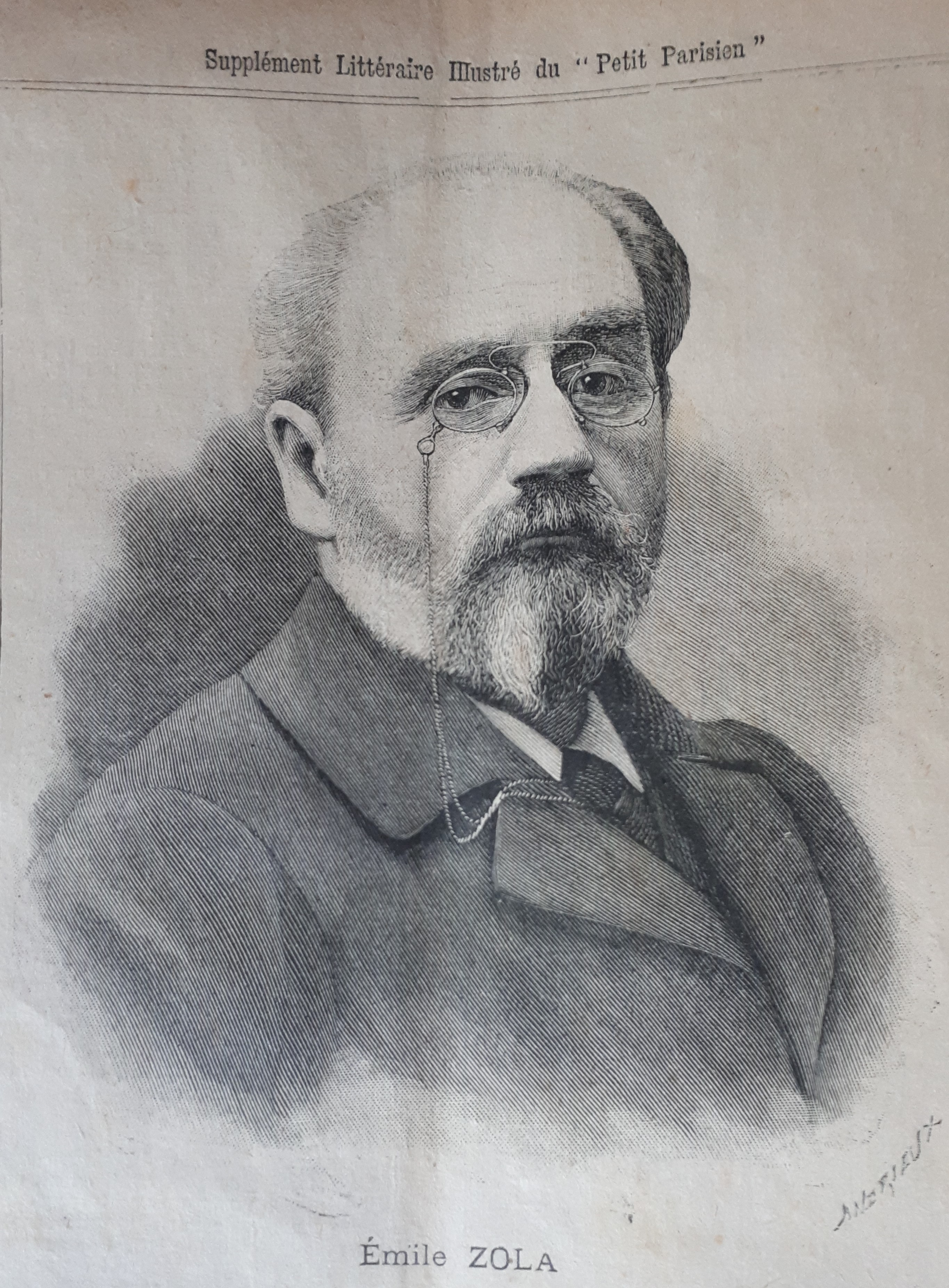
Émile Zola en 1894

Ces critères stricts éliminent rapidement la grande majorité des déclarations avant même leur examen par les autorités religieuses, comme en témoignent les dossiers conservés au bureau médical, qui sont librement accessibles.
Émile Zola, doutant de ces guérisons, mène une enquête en 1892, se rendant en « train Blanc » à Lourdes, lors du pèlerinage national. Il y rencontre deux graves malades condamnées par la médecine, Marie Lebranchu et Marie Lemarchand, et décide d'en faire les héroïnes de son prochain roman sous les noms d'Élise Rouquet et la Grivotte. Bien qu'il constate lui-même leur guérison rapide, il exprime son scepticisme dans un écrit intitulé Mon Voyage à Lourdes et dans son roman, Lourdes, publié en août 1894, dans lequel il n'hésite pas à faire mourir La Grivotte après une rémission passagère,. Le docteur Boissarie, président du bureau des Constatations médicales de Lourdes, lui reproche cette distorsion des faits.
Le docteur Pierre Vachet a recensé un certain nombre d'escroqueries à propos de ces guérisons[pas clair].

## Des filtres forts et des statistiques en baisse
Sur la quarantaine de cas jugés étonnants qui parviennent au bureau des constatations, une dizaine fait l'objet d'un examen approfondi par ce bureau, et seuls 4 à 5 cas par an sont transmis au Comité international. Ce second filtre et le troisième, celui de la reconnaissance diocésaine du miracle, font qu'un nombre de plus en plus faible de cas sont reconnus : 20 en 1908, date du cinquantenaire des apparitions mariales à Lourdes, 25 entre 1946 et 1989 contre 5 entre 1990 et 2018. Cette baisse des statistiques est attribuée à une volonté de ne présenter que des cas exemplaires, et de ne pas prêter le flanc à la critique des rationalistes.
Avec une moyenne de 50 000 visiteurs malades chaque année, le taux de guérisons officiellement miraculeuses à la suite d'un pèlerinage à Lourdes s'établit à 0,001 %. Le nombre de guérisons inexpliquées serait du même ordre de grandeur que celui constaté en milieu hospitalier, selon une étude de 1993, menée à travers le monde sur 128 ans,. En effet, on y compte environ une guérison inexpliquée pour 100 000 malades (pour 333 333 malades hors cancers). Mais à Lourdes, entre 1858 et 1984, il y a eu 64 guérisons reconnues miraculeuses pour environ 2 millions de pèlerins malades.

## Guérisons de Lourdes reconnues par l'Église catholique
La liste ci-après a été établie d'après la liste Guérisons et miracles (70 personnes au 26 janvier 2020, plus de 80 % concernant des femmes) du site du sanctuaire de Lourdes.

### 7 reconnues en 1862
Toutes les guérisons de 1858 ont été reconnues le 18 janvier 1862 par Bertrand-Sévère Laurence, évêque de Tarbes.
- Catherine Latapie dite Chouat, de Loubajac, guérie le 1er mars 1858, d’une paralysie de type cubital, par élongation traumatique du plexus brachial depuis 18 mois.
- Louis Bouriette, de Lourdes, guéri le 26 février 1858[16], à 54 ans, d’un traumatisme de l’œil droit datant de 20 ans, avec amaurose.
- Blaisette Cazenave née Soupéne, de Lourdes, guérie à 50 ans, de chémosis ou ophtalmie chronique avec ectropion depuis 3 ans.
- Henri Busquet, de Nay (Pyrénées-Atlantiques), guéri le 28 avril 1858 à 15 ans d’une adénite depuis 15 mois.
- Justin Bouhort, de Lourdes, guéri à 2 ans, le 6 juillet 1858, d’une hypothrepsie (dénutrition avancée) chronique post-infectieuse avec retard du développement moteur.
- Madeleine Rizan, de Nay (Pyrénées-Atlantiques), guérie à 58 ans d’une hémiplégie gauche depuis 24 ans, le 17 octobre 1858.
- Marie Moreau, de Tartas, guérie à 17 ans, le 9 novembre 1858, d’une diminution importante de la vue avec lésions inflammatoires - surtout œil droit - depuis 10 mois.

### 2 reconnues en 1907
- Abbé Cirette, de Beaumontel, guéri à 46 ans, le 31 août 1893, d'une sclérose spinale antéro-latérale
- Jeanne Tulasne, de Tours, guérie à 20 ans, le 8 septembre 1897, du mal de Pott lombaire avec pied bot névropathique

### 20 reconnues en 1908

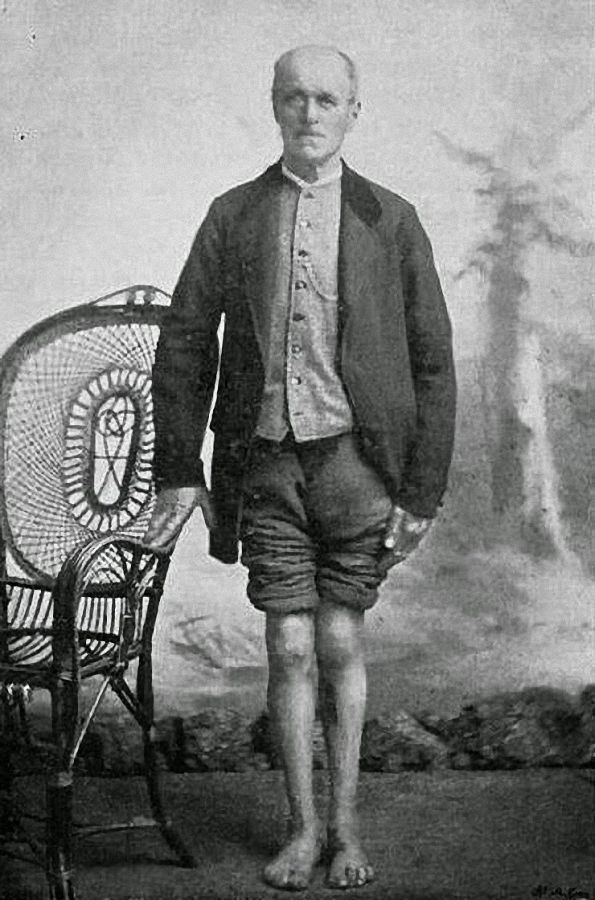
Pieter De Rudder en 1893

- Pieter De Rudder, de Jabbeke, guéri à 52 ans, le 7 avril 1875, d’une fracture ouverte de la jambe gauche avec pseudoarthrose[17]. Reconnue le 25 juillet 1908.
- Joachime Dehant, de Gesves, guéri à 29 ans, le 13 septembre 1878, d’un ulcère de la jambe droite avec gangrène. Reconnue le 25 avril 1908.
- Marie Mabille, de Bernay, Sœur Eugénia, guérie à 28 ans, d'un abcès du petit bassin avec fistules vésicales et colique phébite bilatérale.
- Anne Joudain, de Goincourt, Sœur Joséphine-Marie, guérie à 36 ans, le 21 août 1890, d'une tuberculose pulmonaire
- Clémentine Trouvé, de Rouillé (Vienne), sœur Agnès-Marie, guérie à 14 ans, le 21 août 1891, d'une ostéo-péristite du pied droit fistulé
- Marie Lebranchu, de Paris, épouse Wuiplier, guérie à 35 ans, le 20 août 1892, d'une tuberculose pulmonaire
- Marie Lemarchand, de Caen, épouse Authier, guérie à 18 ans, le 21 août 1892, d'une tuberculose pulmonaire avec ulcères visage et jambe
- Elise Lesage, de Bucquoy, guérie à 18 ans, le 21 août 1908, d'une ostéo-arthrite tuberculeuse du genou
- Sylvanie Delporte, de Lille, Sœur Marie de la Présentation, guérie à 46 ans, le 31 août 1893, de la sclérose spinale antéro-latérale
- Aurélie Huprelle, de Saint-Martin-le-Nœud, guérie à 26 ans, le 21 août 1895, d'une phtisie pulmonaire aigüe
- Esther Brachmann, de Paris, guérie à 15 ans, le 21 août 1896, d'une péritonite tuberculeuse
- Clémentine Malot, de Gaudechart, guérie à 25 ans, le 21 août 1898, d'une tuberculose pulmonaire hémoptoïque
- Rose Labreuvoies épouse François, de Paris, guérie à 36 ans, le 20 août 1899, d'un phlegmon, fistulé au bras droit avec énorme œdème
- Révérend père Salvador, guéri à 38 ans, le 25 juin 1900, d'une péritonite tuberculeuse
- Sœur Maximilien, religieuse de l'espérance, de Marseille, guérie à 43 ans, le 20 mai 1901, d'un kyste hydatique du foie et d'une phlébite membre inférieur gauche
- Marie Savoie, guérie à 24 ans, le 20 septembre 1901, d'une mitralite rhumatismale décompensée
- Johanna Dubos épouse Bézenac, de Saint-Laurent-des-Bâtons, guérie à 28 ans, le 8 août 1904, d'une cachexie de cause inconnue, avec impétigo paupières et front
- Lucie Jupin, Sœur Saint-Hilaire, de Peyreleau, guérie à 39 ans, le 20 août 1904, d'une tumeur abdominale
- Rosalie Vildier, Sœur Sainte-Béatrix, d'Évreux, guérie à 42 ans, le 31 août 1904, d'une laryngo-bronchite probablement tuberculeuse
- Marie-Thérèse Noblet, de Signy-l'Abbaye, guérie à 15 ans, le 31 août 1905, d'une spondylite dorso-lombaire

### 1 reconnue en 1909
- Cécile Douville-de-Franssu, de Tournai, guérie à 19 ans, le 21 septembre 1905, d'une péritonite tuberculeuse

### 4 reconnues en 1910
- Aimée Allope, de Vern-d'Anjou, guérie à 37 ans, le 28 mai 1909, de nombreux abcès tuberculeux dont 4 fistulées paroi abdominale antérieure
- Amélie Chagnon, de Poitiers, guérie à 17 ans, le 21 août 1891, d'une ostéoarthrite tuberculeuse genou et pied
- Marie Lucas épouse Biré, de Sainte-Gemme-la-Plaine, guérie d'une cécité d'origine cérébrale, atrophie papillaire bilatérale
- Antonia Moulin, de Vienne (Isère), guérie à 30 ans, le 10 août 1907, d'une fistule ostéite fémur droit avec arthrite du genou

### 1 reconnue en 1911
- Marie Borel, de Cultures, guérie à 22 ans, le 17 mai 1908, d'une cystite tuberculeuse avec néphrite.

### 4 reconnues en 1912
- Elisa Seisson, de Rognonas, guérie à 27 ans, le 29 août 1882, d'une hyperthrophie cœur et œdème des membres inférieurs.
- Aline Bruyére, de La Roque, sœur Julienne, guérie à 25 ans, le 1er septembre 1889, d'une tuberculose pulmonaire cavitaire.
- Virginie Haudebourg, de Lons-le-Saunier, guérie à 22 ans, le 17 mai 1908, d'une cystite tuberculeuse avec néphrite.
- Marie Fabre, de Montredon (Lot), guérie à 32 ans, le 29 septembre 1911, d'une entérite muco-membraneuse, prolapsus utérin.

### 1 reconnue en 1913
- Juliette Orion, de Saint-Hilaire-de-Voust, guérie à 24 ans, le 22 juillet 1910, d'une tuberculose pulmonaire et laryngée, mastoïdite gauche suppurée.

### 1 reconnue en 1946
- Françoise Capitaine, sœur marie-Marguerite, de Rennes, guérie à 64 ans, le 22 janvier 1937, d'un abcès rein gauche avec œdème phlycténulaire[Quoi ?] et crises cardiaques

### 1 reconnue en 1948
- Gabrielle Clauzel, d'Oran, guérie à 49 ans, le 15 août 1943, d'une spondylose rhumatismale

### 1 reconnue en 1949
- Francis Pascal, de Beaucaire, guéri à 3 ans et 10 mois, le 31 août 1938, de cécité et paralysie membre inférieur

### 2 reconnues en 1950
- Jeanne Frétel, de Rennes, guérie à 34 ans, le 8 octobre 1948, d'une péritonite tuberculeuse
- Fulda Edeltraud, de Vienne (Autriche), épouse Haidinger, guérie à 34 ans, le 12 août 1950, de la maladie d'Addison

### 2 reconnues en 1951
- Louise Jamain épouse Maître, de Paris, guérie à 22 ans, le 1er avril 1937, d'une tuberculose pulmonaire intestinale et péritonéale
- Jeanne Pelin épouse Gestas, de Bègles, guérie à 50 ans, le 22 août 1947, de troubles dyspeptiques avec accidents occlusifs post-opératoires

### 1 reconnue en 1952
- Marie-Thérèse Canin, de Marseille, guérie à 37 ans, le 9 octobre 1947, du mal de Pott dorso-lombaire et péritonite tuberculeuse fistulisée

### 1 reconnue en 1953
- Paul Pellegrin, de Toulon, guéri à 52 ans, le 3 octobre 1950, d'une fistule post-opératoire d'un abcès du foie

### 1 reconnue en 1955
- Evasio Ganora, de Casale (Italie), guéri à 37 ans, le 2 juin 1950, de la maladie de Hodgkin

### 2 reconnues en 1956
- Alice Gourdon épouse Couteault, de Bouille-Loretz, guérie à 34 ans, le 15 mai 1952, d'une sclérose en plaques depuis 3 ans
- Marie Bigot, de La Richardais, guérie à 31 ans, le 8 octobre 1953 et le 10 octobre 1954, d'une arachnoïdite (inflammation chronique du feuillet arachnoïdien des méninges, dont la forme la plus sévère est l'arachnoïdite adhésive, caractérisée par une douleur neurogène, invalidante et réfractaire du dos et des membres et par un ensemble d'autres troubles neurologiques). Marie Bigot souffrait d'une arachnoïdite fosse postérieure, qui l'avait rendue hémiplégique, sourde et aveugle.

### 1 reconnue en 1957
- Henriette Bressolles, de Nice, guérie à 32 ans, le 3 juillet 1924, du mal de Pott, d'une paraplégie

### 2 reconnues en 1958
- Lydia Brosse, de Saint-Raphaël (Var), guérie à 41 ans, le 11 octobre 1930, d'une fistule tuberculeuse multiple avec vastes décollements région fessière gauche
- Rose Perona épouse Martin, de Nice, guérie à 46 ans, le 3 juillet 1947, d'un cancer du col de l'utérus

### 1 reconnue en 1959
- Yvonne Fournier, de Limoges, guérie à 22 ans, le 19 août 1945, d'un syndrome progressif post-traumatique du membre supérieur gauche, syndrome de Leriche

### 2 reconnues en 1960
- Maddalena Carini, de Sanremo, guérie à 31 ans, le 15 août 1948, d'une tuberculose péritonéale, pleuro-pulmonaire et osseuse avec coronarite
- Léo Schwager Frère, de Fribourg, guéri à 28 ans, le 30 avril 1952, d'une sclérose en plaques depuis 5 ans

### 1 reconnue en 1961
- Angéle Théa, Sœur Marie-Mercédes, de Tettnang (Allemagne), guérie à 20 ans, le 20 mai 1950, d'une sclérose en plaques depuis 6 ans

### 1 reconnue en 1963
- Ginette Fabre épouse Nouvel, de Carmaux, guérie à 26 ans, le 21 septembre 1954, de la maladie de Budd-Chiari

### 2 reconnues en 1965
- Elisa Aloi épouse Varacalli, de Patti (Italie), guérie à 27 ans, le 5 mai 1958, d'une tuberculose ostéo-articulaire et fistules à localisations multiples du membre inférieur droit
- Juliette Tamburini, de Marseille, guérie à 22 ans, le 17 juillet 1959, d'une ostéo-périostite fémorale fistulée, épistaxis datant de 10 ans.

### 1 reconnue en 1976
- Vittorio Micheli, de Scurelle (Italie), guéri à 23 ans, le 1er juin 1963, d'un sarcome de la hanche gauche

### 1 reconnue en 1978
- Serge Perrin, du Lion d'Angers, guéri à 41 ans, le 1er mai 1970, d'une hémiplégie droite itérative avec lésions oculaires par troubles circulatoires carotidiens bilatéraux

### 1 reconnue en 1989
- Delizia Cirolli épouse Costa, de Paterno (Italie), guérie à 12 ans, le 24 décembre 1976, d'un sarcome d'Ewing du genou droit[18].

### 1 reconnue en 1999
- Jean-Pierre Bély, de La Couronne, guéri à 51 ans, le 9 octobre 1987, d'une sclérose en plaques

### 1 reconnue en 2005
- Anna Santaniello, de Salerne (Italie), guérie à 41 ans, le 19 août 1952, d'une décompensation cardiaque par maladie mitrale, à la suite d'un rhumatisme articulaire aigu

### 1 reconnue remarquable mais pas miraculeuse, en 2011
- Serge François, d'Angers, guéri à 56 ans, le 12 avril 2002, d'une algie sciatique ; guérison reconnue inexpliquée donc remarquable, mais pas miraculeuse[19]. L'abandon (qui se révélera provisoire) du qualificatif de « miraculeux » est présenté comme une volonté de ne plus utiliser ce mot jugé galvaudé[20].

### 1 reconnue en 2012
- Luigina Traverso, de Casale Monferrato (Italie), guérie à 31 ans, le 23 juillet 1965, d'une lombo-sciatique paralysante[19]

### 1 reconnue en 2013
- Danila Castelli, de Bereguardo (Italie), guérie à 43 ans, le 4 mai 1989, de graves crises d'hypertension dues à une phéochromocytome[21],[22],[23].

### 1 reconnue en 2018
- Sœur Bernadette Moriau, de Bresles, guérie à 69 ans, le 11 juillet 2008, d'une atteinte pluriradiculaire des racines lombaires et sacrées, communément appelée syndrome de la queue de cheval[24], après un pèlerinage à Lourdes en février de la même année[4].

### 1 reconnue en 2024
- John Traynor, de Liverpool (Royaume-Uni), guéri à 40 ans, le 25 juillet 1923, de graves crises d'épilepsie et d'une tétraplégie dues à des blessures au cours de la Première Guerre mondiale[25], après une immersion à la piscine du sanctuaire de Lourdes au cours du mois passé[26]

### 1 reconnue en 2025
- Antonietta Raco, de Tursi-Lagonegro (Italie), âgée de 67 ans aujourd’hui, a été guérie après son pèlerinage à Lourdes en août 2009. L’église reconnaît le miracle le mercredi 16 avril 2025, et a vu cette cérémonie présidée par Mgr Vincenzo Carmine Orofino. Antonietta était atteinte de sclérose latérale primitive (PLS), une maladie neurologique dégénérative rare et incurable.